# Kóródi Anikó
Kóródi Anikó Zsuzsanna (Veszprém, 1954. augusztus 21. –) magyar operaénekesnő (szoprán), operettprimadonna, dal- és oratóriuménekes.

## Családja
Édesapja, Kóródi Mihály a Veszprém megyei Állattenyésztési Felügyelőség vezetője, a Veszprém megyei Agrártudományi Egyesület megyei titkára volt. Elhunyt 2016-ban. Édesanyja, Dőri Elfrida a Veszprémi megyei Statisztikai Hivatal igazgatói titkárnőjeként dolgozott. Elhunyt 2012-ben.Testvére Sz. Kóródi Csilla Judit  humán erőforrás manager.  Férje Guba Imre matematika-testnevelés szakos tanár, lovas hagyományőrző.

## Iskolái, végzettségei
A veszprémi Ének-Zenei Általános Iskola után a Kállai Éva Gimnázium és Egészségügyi Szakközépiskola francia tagozatára járt, majd a budapesti Liszt Ferenc Zeneművészeti Főiskola hallgatójaként szerzett operaénekes diplomát. Tanárai Réti József, Keönch Boldizsár, Mikó András voltak. A felsorolt iskolai tanulmányok mellett kora gyermekkorától kezdve balett-, néptánc-, cselló- és kamarazenei tanulmányokat folytatott, amelyek eredményeként országos kulturális versenyeken, televíziós vetélkedőkön szép eredményeket ért el.

## Pályafutása
Az Országos Filharmónia, később Nemzeti Filharmónia előadóművészi engedélyével is  rendelkezik, dal- és oratóriuménekes kategóriában. 1973 óta több mint háromszáz filharmóniai, komolyzenei koncert énekes szólistája.
- 1980-1984: a győri Kisfaludy Színház (később Győri Nemzet Színház) magánénekese,
- 1984–1989: az ausztriai Linzben a Linzer Landestheater magánénekese,
- 1990-1995: a debreceni Csokonai Színház magánénekese
- 1995 óta szabadfoglalkozású.

Szakmai továbbképzésként az alábbi énekmester-kurzusokon vett részt:
- Berlin – Dagmar Freiwald-Lange
- Weimar – Lore Fischer
- Budapest – Hamari Júlia
- Az Opera Nagyköveti Programban való közreműködés,
- Az Opera Nagykövete- három évadon keresztül:2016-2019-ig.

## Vendégszereplései
- 1981, 1982: Budapest, Operaház
- 1982, 1983: Pécs, Nemzeti Színház
- 1989, 1990: Szolnok, Szigligeti Színház
- 1996: Kecskemét, Katona József Színház
- További színházi és koncertturnék (USA, Kanada, Japán, Európa országaiban)

## Fontosabb operaszerepei

### Magyarul
- Rosina (Rossini: A sevillai borbély),
- Gilda (Verdi: Rigoletto),
- Narcissa (Haydn: Philémón és Baucisz),
- Luigia (Donizetti: Éljen a mama!),
- Oszkár (Verdi: Az álarcosbál),
- Papagéna (Mozart: A varázsfuvola)),
- Micaela (Bizet: Carmen),
- Mimi (Puccini: Bohémélet).

### Németül
- Pamina (Mozart: A varázsfuvola),
- Ília (Mozart: Idomeneo),
- Eurydike (Gluck: Orfeusz és Euridiké),
- Marie (Lortzing: Cár és ács),
- Antónia (Offenbach: Hoffmann meséi).

### Olaszul
- Izsák (Myslivecek: Ábrahám és Izsák).

## Fontosabb operettszerepei

### Magyarul
- Anna (Paul Burkhard: Tűzijáték),
- Iluska (Kacsóh Pongrác: János vitéz),
- Királylány (Kacsóh Pongrác: János vitéz),
- Liza  (Kálmán Imre: Marica grófnő) ,
- Marica (Kálmán Imre: Marica grófnő),
- Arzéna  (id. Johann Strauss: A cigánybáró),
- Mi (Lehár Ferenc: A mosoly országa),
- Stella (Suppé: Banditacsíny),
- Adél (ifj. Johann Strauss: A denevér),
- Leontine (Kálmán Imre: Az ördöglovas),
- Hanna, (Lehár Ferenc: A víg özvegy)
- Valencienne  (Lehár Ferenc: A víg özvegy),
- Ninon (Kálmán Imre: A montmartre-i ibolya).

### Németül
- Mi (Lehár Ferenc: A mosoly országa),
- Arsena (id. Johann Strauss: A cigánybáró),
- Hortense (Richard Heiberger: Az operabál),
- Gräfin Mariza (Kálmán Imre: Marica grófnő),
- Sylva (Kálmán Imre: A csárdáskirálynő),
- Stella (Suppé: Banditacsíny).

## Művészeti elismerései
- 1983: Győr, Kisfaludi Színház – Ifjúsági Művészeti Nívódíj
- Az 1991-1992-es évad Nívódíja – Debrecen, Csokonai Színház
- 2003: Veszprém – Pro Meritis Arany Érem
- 2003: Jászberény – Déryné-díj
- 2010: Szolnok – Megyei Közművelődési Díj

## Előadóestjei
Hivatásának érzi, hogy felkutassa és előadóesteken bemutassa a Jászságból elszármazott művészek életét. Így készítette el Déryné Széppataki Róza opera énekesnőről, Küry Klára operettprimadonnáról, valamint Tarnay Alajos zongoraművész és zeneszerző műveiből készült műsorát. Koncertjeit több mint 20 éve, dr. Réz Lóránt orgonaművész, zongora-, orgonapedagógus, az egri Eszterházy Károly Egyetem adjunktusa kíséri.
Együtt létrehozott és előadott műsorok:
- Déryné, az operaénekes
- Romantikus operaest
- Küry Klára operett primadonnáról - "Volt egyszer egy primadonna!"
- Vágó Pál-emlékműsor
- Mozart-est
- „Az ezerarcú nő”, avagy a csábítás iskolája
- Tarnay Alajos-emlékest
- „A bűvös 9”
- Gárdonyi Géza arcai

Ének-orgona koncertjei dr. Réz Lóránttal:
- Mátyás király korabeli reneszánsz műsor
- Szent Erzsébet-műsor
- Az örök reneszánsz
- „Isten, hazánkért térdelünk elődbe” példaképeink, a magyar szentek
- Réz Lóránt: "L’Enigma del Gesú Nuovo"

Szabadidejében szívesen foglalkozik kutatással, könyvírással, hagyományőrzéssel. 2021-ben jelent meg, Küry Klára azt üzente… című dokumentumkönyve, aminek alcíme: 
Küry Klára operettprimadonna élete és kora, képekben, dokumentumokban.

## CD-felvételek
- 2008. március 27-28-án a Liszt Ferenc Zeneművészeti Egyetem kistermében Tarnay Alajos zeneszerző műveiből összeállított műsor, dr. Réz Lóránt és Hargitay Géza Kossuth-díjas hegedűművész közreműködésével.
- 2011. Réz Lóránt szerzői CD-je: L’Enigma del Gesú Nuovo — Harmoniae Universales + Cimarosa, Porpora, Trabaci. A felvétel a kecskeméti Kodály Iskola Jemlich-orgonáján készült. Edizioni Scientifiche Italiane kiadás.

## Társadalmi munkája
2011-től 2019-ig Jászdózsa község önkormányzati képviselője volt.